# Bérigny
Bérigny es una comuna francesa situada en el departamento de Mancha, en la región de Normandía.

## Demografía
| 386 | 372 | 314 | 340 | 359 | 367 | 429 |
| Para los censos de 1962 a 1999 la población legal corresponde a la población sin duplicidades (Fuente: INSEE [Consultar]) |     |     |     |     |     |     |